# Messier 72
Messier 72 (NGC 6981) is een bolvormige sterrenhoop in het sterrenbeeld Waterman (Aquarius). Het hemelobject werd in 1780 ontdekt door Pierre Méchain en vervolgens door de Franse kometenjager Charles Messier opgenomen in diens catalogus van komeetachtige objecten als nummer 72.
Messier 72 ligt op een afstand van ongeveer 55 400 lichtjaar van de Aarde en heeft een diameter van ruim 100 lichtjaar. 42 veranderlijke sterren zijn in de cluster waargenomen waarvan de meeste RR Lyrae sterren zijn die veelvuldig in bolhopen worden aangetroffen. De helderste individuele ster in Messier 72 heeft een magnitude van +14,2.
Amateur waarnemers met kleine telescopen kunnen M72 waarnemen als een nevelachtig object. Slechts met grotere instrumenten kan de sterrenhoop enigszins in individuele sterren worden opgelost.